# استان میله
استان میله (به عربی: ولایة میلة) یک استان در الجزایر است که ۹٬۳۷۵ کیلومترمربع مساحت و ۷۶۸٬۴۱۹ نفر جمعیت دارد.